# Isle of Noss

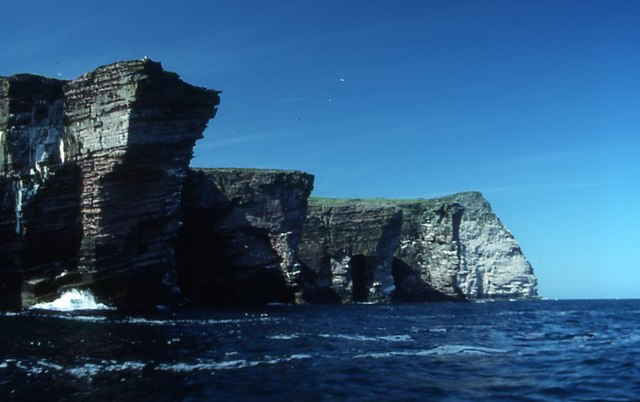

Isle of Noss är en liten ö i Shetlandsöarna i Skottland. Den är separerad från ön Bressay genom det smala Nossundet. Ön har varit ett nationellt naturreservat sedan 1955 och har en omfattande fåruppfödning. Den är sammankopplad med Bressay med en säsongsbunden färja. Ön är omkring 2 kilometer bred och 2 kilometer lång och har en yta på 3 km².
Noss hade år 1851 totalt 20 invånare men har inte haft några permanenta boende sedan 1939.
Huvudfokuset på bosättning på Noss är omkring den låga västsidan av ön vid Gungstie (fornnordiska: landplats). Gungstie byggdes under 1670-talet och används idag av den säsongsarbetande naturreservatsskötarna. En annan bosättning är Setter på sydöstkusten av ön som var bebodd fram till 1870-talet.
Attraktioner på Noss är bland annat ett besökscentrum, Pony Pund, Holm of Nossklippan och Noupklippan. Sandstensklipporna på Noss har blivit en plats för fåglar som havssulor, lunnefåglar, sillgrisslor, toppskarvar, tretåiga måsar, tordmular, stormfåglar och storlabbar. Uttrar kan tidvis ses omkring ön.